# 松原真也
松原 真也（まつばら しんや、1971年11月3日 - ）は、静岡県出身の元サッカー選手、サッカー指導者、実業家。現役時代のポジションはフォワード。弟の松原良香、息子の松原后もサッカー選手。

## 来歴
聖隷学園高校に進学後、2年時に中退してアルゼンチンにサッカー留学。
アルヘンティノス・ジュニアーズやベレス・サルスフィエルドやCAティグレのユースチームを経て、1990年12月にティグレとプロ契約を締結。1991年2月に初得点を記録し、同年6月にはクルブ・チポレティへレンタル移籍をした。
同年11月に帰国し、翌12月に清水エスパルスに加入。以降、3シーズンにわたりチームに在籍した後、1994年限りで退団した。
引退後は、清水時代の同僚のセルソ・ルイス・ゴメスのサッカースクールでアシスタントを務めた後、自身のサッカースクールを立ち上げ、2020年現在は株式会社アズゥーリの代表取締役を務めている。また、サッカー指導者としても浜松FCのゼネラルマネージャー兼監督や、常葉大学のコーチなどを務めている。

## 個人成績
| 国内大会個人成績 | 国内大会個人成績 | 国内大会個人成績 | 国内大会個人成績 | 国内大会個人成績 | 国内大会個人成績 | 国内大会個人成績 | 国内大会個人成績 | 国内大会個人成績 | 国内大会個人成績 | 国内大会個人成績 | 国内大会個人成績 |
| 年度             | クラブ           | 背番号           | リーグ           | リーグ戦         | リーグ戦         | リーグ杯         | リーグ杯         | オープン杯       | オープン杯       | 期間通算         | 期間通算         |
| 年度             | クラブ           | 背番号           | リーグ           | 出場             | 得点             | 出場             | 得点             | 出場             | 得点             | 出場             | 得点             |
| 日本             | 日本             | 日本             | 日本             | リーグ戦         | リーグ戦         | リーグ杯         | リーグ杯         | 天皇杯           | 天皇杯           | 期間通算         | 期間通算         |
| ---------------- | ---------------- | ---------------- | ---------------- | ---------------- | ---------------- | ---------------- | ---------------- | ---------------- | ---------------- | ---------------- | ---------------- |
| 1992             | 清水             | -                | J                | -                | -                | 0                | 0                |                  |                  |                  |                  |
| 1993             | 清水             | -                | J                | 0                | 0                | 0                | 0                |                  |                  |                  |                  |
| 1994             | 清水             | -                | J                | 0                | 0                | 0                | 0                |                  |                  |                  |                  |
| 通算             | 日本             | 日本             | J                | 0                | 0                | 0                | 0                |                  |                  |                  |                  |
| 総通算           | 総通算           | 総通算           | 総通算           | 0                | 0                | 0                | 0                |                  |                  |                  |                  |